# Наумов, Василий Григорьевич
Василий Григорьевич Наумов — московский дворянин и дипломат в княжении Ивана III Васильевича и Василия III Ивановича.

## Биография
Василий Григорьевич послан (1494) великим князем Иваном III в Литву за женой князя Фёдора Ивановича Бельского, бежавшего из Литвы в Москву (1482). Друзья князя Бельского удержали в Литве его молодую жену в надежде, что это заставит его вернуться, но ошиблись в расчёте. Иван III хлопотал, чтобы княгиня Бельская приехала к мужу, и ему удалось получить от великого князя Литовского Александра Ягеллона «лист» на беспрепятственный выезд её из Литвы. Наумову был вручен этот лист, и князь Бельский отправил с ним своих людей для сопровождения княгини из Литвы в Московское государство. Неизвестно, как был принят Наумов в Литве, но посольство его не увенчалось успехом. Княгиня Бельская отказалась и не приехала в Москву, а потому с разрешения митрополита Симона князь Фёдор Иванович Бельский женился на племяннице великого князя Ивана III, княжне Анне Васильевне Рязанской (1498).
Василий Григорьевич послан (1505) для мирных переговоров в Крым, при этом он назван «ближним человеком». Вернулся в Москву (1506) с ханскими послами, князьями Казимир-Киядом и Магмедшей.
Вскоре по возвращении из Крыма, Наумов отправлен в Литву великим князем Иваном III, к своей сестре, с «утешительной грамотой» к овдовевшей великой княгине Елене Ивановне (август 1506). Наумову был дан тайный наказ, убедить Елену Ивановну содействовать избранию его в польско-литовские короли. Василий Григорьевич должен был склонять к этому виленского епископа Войтеха, пана Николая Радзивилла и других членов Рады. Елена Ивановна ответила, что брат её мужа, великого князя Александра Ягеллона, Сигизмунд I объявлен в Вильне и Кракове его преемником.
Василий Григорьевич вторично ездил послом в Крым (1521).